# Glavobol
Glavobòl je bolečina, ki jo zaznavamo v področju glave in spada med najpogostejše zdravstvene težave. V večini primerov glavobol ni vzročno povezan z drugimi boleznimi, zato govorimo o primarnih oz. idiopatskih glavobolih, med katere spadata migrena in tenzijski glavobol. V redkih primerih se lahko odkrije določen bolezenski proces, ki povzroča glavobol; najpogosteje je to okužba, redkeje znotrajlobanjska krvavitev ali tumor. Tedaj govorimo o sekundarnem ali simptomatičnem glavobolu.
Kot pri večini bolečin je tudi glavobol posledica draženja obkrajnih bolečinskih receptorjev, lahko pa ga povzroči tudi okvara v delovanju obkrajnih in osrednjih bolečinskih poti. Pri tem je treba omeniti, da so na bolečino občutljive večje žile, možganske ovojnice in zunajlobanjske strukture, kot so mišice in lasišče, sama možganovina pa ni občutljiva. V prenos bolečinskih dražljajev je vključen predvsem trivejni živec, od ostalih možganskih živcev pa še 2., 9. in 10. oz. vagusni živec. V nastanek bolečine sta vpletena tudi del možganske skorje, odgovoren za obdelavo podatkov iz čutil, ter sistem za uravnavanje bolečine. Navkljub znanstvenemu napredku natančni mehanizmi primarnih glavobolov niso popolnoma znani, kar pomeni, da razumevanje še vedno temelji na teoretičnih predpostavkah. K nastanku bolečine naj bi prispevale okvare v delovanju tako osrednjega živčevja kot tudi možganskega žilja.
Primarni glavoboli se v splošnem ponavljajo, med seboj se razlikujejo po jakosti, trajanju in lokaciji bolečine ter pridruženih simptomih in znakih, kot sta bruhanje in slabost. Glavoboli, ki nastanejo nenadoma oz. v kratkem času in ob katerih so prisotni znaki okužbe ali žariščnih nevroloških izpadov, so lahko simptom nevarnih bolezni, kot so meningitis, tumor ali znotrajlobanjska krvavitev.
Diagnostika glavobola zajema natančno anamnezo, fizični pregled in morebitne dodatne slikovne in laboratorijske preiskave ob opozorilnih znakih. Pri sekundarnem glavobolu je glavnina zdravljenja odstranitev vzroka, ki je npr. v primeru bakterijskega meningitisa zdravljenje z antibiotiki. Bistven del zdravljenja primarnih glavobolov so nefarmakološki ukrepi oz. zdravljenje brez zdravil, kar predvsem pri migreni zajema spremembo življenjskega sloga. Napade tenzijskih glavobolov in pogosto tudi migrene lahko prekinemo s preprostimi protibolečinskimi zdravili, kot sta aspirin in paracetamol, včasih pa so potrebna specifična zdravila za določeno vrsto glavobola. Pri preventivnem zdravljenju je cilj zmanjšanje pogostosti in jakosti napadov.

## Razdelitev glavobolov
Mednarodno združenje za glavobol (angl. International Headache Society) deli glavobole na tri glavne skupine, in sicer na primarne glavobole, sekundarne glavobole ter tretjo skupino, ki nosi skupni naslov nevralgija možganskih živcev, centralna ali primarna obrazna bolečina in drugi neopredeljeni glavoboli. Nevralgije, npr. trigeminalna in glosofaringealna nevralgija (nevralgija 5. in 9. možganskega živca), pogosto povzročajo pritiski žil s prirojenim nenormalnim potekom, redkeje okužbe ali pritisk tumorja. V zadnjo skupino glavobolov spada še bolečina zaradi pasovca oz. herpes zostra, multiple skleroze in diabetične nevropatije ter glavobol po zaužitju mrzlih jedi, kot je sladoled (t. i. sladoledni glavobol).
Primarni ali idiopatski glavobol je glavobol, pri katerem ne moremo odkriti vzroka v lokalnem ali sistemskem patološkem procesu oz. ni vzročno povezan z drugimi boleznimi, kot sta novotvorba (tumor) ali okužba. Tako gre pri primarnem glavobolu za prvotno oz. primarno okvaro v delovanju živčnih celic (nevronov). Primarne glavobole lahko razdelimo na tri glavne zvrsti, tj. migreno, tenzijski glavobol in glavobol v rafalih.
Sekundarni ali simptomatični glavoboli so posledica lokalnih bolezni zunaj ali znotraj glave (tj. intra- ali ekstrakranialni vzrok), ali pa so posledica sistemskih bolezni. Tako je sekundarni glavobol simptom neke določene bolezni.

## Epidemiologija
| ni podatkov <45 45–65 65–85 85–105 105–125 125–145 | 145–165 165–185 185–205 205–225 225–245 >245 |

Glavobol je ena od najpogostejših zdravstvenih težav, saj ocenjujejo, da znaša prevalenca glavobola v življenju človeka več kot 90 %, polovica ljudi pa ima glavobol vsaj enkrat na leto. Je med desetimi najpogostejšimi simptomi v splošni ordinaciji. Prevalenca migrene v življenju odrasle populacije je okoli 18 %, med otroki in mladostniki pa slabih 8 %. Tenzijski glavoboli so dosti pogostejši, s prevalenco okoli 52 %. V splošni populaciji ima 3 % ljudi kronične glavobole, ki trajajo 15 dni v mesecu ali več. Migrena je pri ženskah dva do trikrat pogostejša kot pri moških, razmerje pa se med državami ne razlikuje bistveno. Pri tenzijskem glavobolu sta spola po razmerju bolj ali manj izenačena, pri rafalnem glavobolu pa prevladujejo moški. Glavoboli v rafalih so zelo redki, s prevalenco okoli 0,1 %, prevladujejo pa moški z razmerjem 3:1.
Kljub razlikam med državami je glavobol svetovni zdravstveni problem, ki lahko prizadene ljudi vseh starosti, katerekoli rase in družbenega sloja. Samo migrena je po podatkih iz leta 2004 povzročila 1,3 % izgubljenih zdravih let življenja med vsemi boleznimi. Glavobol ima tudi negativne družbenoekonomske posledice, predvsem zaradi vpliva na delovno aktivno populacijo in posledično odsotnost z delovnega mesta ali bolniški staž. Tako so stroški zdravljenja glavobolov ter izguba zaradi delovne odsotnosti in manjše produktivnosti v državah Evropske unije leta 2004 znašali 25 milijard €, takoj za demenco med vsemi boleznimi živčevja. Stroški zdravljenja glavobolov so v Sloveniji leta 2010 znašali okoli 113 milijonov €. V Združenih državah Amerike ima približno tretjina bolnikov tako močan glavobol, da se odloči za nakup analgetikov v lekarni. Za zdravljenje glavobola uporablja zdravila na recept ali v prosti prodaji tedensko 9 % odraslih ljudi, kar je primerljivo s povišanim krvnim tlakom, ki je glavni vzrok za uporabo zdravil.

## Splošni mehanizmi nastanka glavobola
Večina bolečin je posledica draženja obkrajnih bolečinskih receptorjev (nociceptorjev) zaradi poškodbe tkiva, raztega žil ali drugih dejavnikov, kar je normalni fiziološki odgovor zdravega živčevja. Po drugi strani je bolečina lahko posledica neprimernega delovanja oz. proženja živčnih celic v obkrajnih in osrednjih bolečinskih poteh. Glavobol je lahko posledica enega ali drugega, lahko gre za kombiniran učinek obeh mehanizmov.
V resnici je relativno malo struktur v in na glavi občutljivih na bolečino. Možgansko tkivo oz. možganovina ter lobanjske kosti, ependim, horoidni pletež in diploične vene niso oživčeni z nociceptorji. Celo neposredno rezanje ali električno draženje možganskega tkiva redkokdaj povzroči bolečino; veliko pogosteje to povzroči zbadajoči občutek (parestezije) na delu telesa, ki ga zastopa del možganske skorje. Na bolečino so torej občutljive velike vene možganov in trde opne (dure mater), mehke možganske ovojnice, predvsem deli ob žilah, tentoriju in turškem sedlu, velike arterije na bazi možganov in vse zunajlobanjske strukture (npr. koža in mišice).
Glavobol je prenesena bolečina, kar pomeni, da se bolečina prenaša na površino glave iz globokih struktur v lobanjski votlini, z izjemo procesov zunaj te votline, npr. v obnosnih votlinah in vratnih mišicah. Posebej občutljiva je srednja meningealna arterija. Draženje nociceptorjev v lobanjski votlini nad tentorijem, katerih aksoni potekajo po 5. možganskem živcu (trigeminalnem živcu), povzroči preneseno bolečino v sprednji polovici glave. Draženje nociceptorjev v področju pod tentorijem, katerih aksoni potekajo po 2. (optičnem), 9. (glosofaringealnem) in 10. (vagusnem) možganskem živcu, povzroči bolečino predvsem v zatilju. Draženje očes in bližnjih struktur ter obnosnih votlin povzroči bolečino na zgornjem delu obraza in čelu.

### Oris bolečinskih poti
Glavne strukture, vpletene v glavobol, so:
- velike znotrajlobanjske žile in trda opna ter živčni končiči trigeminalnega živca, ki oživčuje omenjene strukture,
- spinalno jedro trigeminalnega živca, predvsem spodnji (kavdalni) del,
- strukture, vpletene v obdelavo (procesiranje) bolečinskih dražljajev, kot sta ventroposteromedialni del talamusa in možganska skorja,
- sistemi za uravnavanje oz. modulacijo bolečine.

Nociceptorji so prosti živčni končiči senzoričnih nevronov, odgovornih za prenos bolečine. Senzorični nevroni so tako nevroni 1. reda. Aksoni teh nevronov se povezujejo z nevroni 2. reda, ki tvorijo spinalno trigeminalno jedro; natančneje se povezujejo s kavdalnim (tj. najbolj spodnjim) delom tega jedra. Jedro je analogno dorzalnemu delu hrbtenjače in je glavno mesto za sprejem bolečinskih in toplotnih dražljajev iz glave in zgornjega dela vratu. Spinalno jedro se nahaja v podaljšani hrbtenjači, ki je spodnji del možganskega debla. Glavni živčni prenašalci (nevrotransmitorji), ki posredujejo informacije o dražljajih med sinapsami, so glutamat in nevropeptidi, kot je substanca P.
Živčni končiči senzoričnih nevronov oživčujejo različne zunaj- in znotrajlobanjske strukture, aksoni teh nevronov pa se povezujejo oz. konvergirajo k istim nevronom 2. reda v jedru, kar predstavlja temelj za preneseno in projicirano bolečino. Pri preneseni bolečini te ne doživljamo, kot da prihaja iz prizadetega globljega dela, pač pa ga občutimo v povrhnjih strukturah (npr. na lasišču oz. skalpu). Pri projicirani bolečini gre za neposredno draženje bolečinskih vlaken (npr. pritisk ali vraščanje tumorja), kar zopet izzove zaznavo bolečine na povrhnjih strukturah, ki ga dotična vlakna oz. nevroni oživčujejo.
Večina aksonov iz spinalnega trigeminalnega jedra poteka po trigeminotalamični progi do nevronov 3. reda, ki se nahajajo v talamusu, natančneje v ventroposteromedialnem delu talamusa. Vlakna teh nevronov se nato razvejijo do različnih delov možganske skorje ter posredujejo različne vidike bolečine in toplote. Za opisni vidik glavobola, tj. mesto, trajanje in jakost dražljajev, je odgovorna postcentralna vijuga oz. girus ter del skorje, imenovan insula. Bistveni nevrotransmitorji so serotonin, nevropeptidi in acetilholin.
Del aksonov iz spinalnega trigeminalnega jedra vodi do limbičnega sistema, ki je bistven za subjektivno doživljanje in odpor. Aksoni natančneje potekajo do insule, obročaste vijuge (cingulatnega girusa) in amigdaloidnega jedra. Drugi manjši del aksonov pa poteka do ostalih delov diencefalona in možganskega debla, ki so pomembni za avtonomne in endokrine funkcije, tj. za delovanje dela živčevja brez zavestnega nadzora in žlez z notranjim izločanjem.

#### Modulacija bolečine
Kot pri vseh bolečinah je tudi zaznava in doživljanje glavobola pod vplivom sistema za uravnavanje oz. modulacijo bolečine. Glede na t. i. teorijo vrat se aktivnost uravnava že na ravni podaljšane hrbtenjače. Teorija vrat razlaga, da nebolečinski dražljaji »zapirajo vrata« oz. onemogočajo prenos bolečinskih dražljajev v možgane, bolečinski dražljaji pa jih odpirajo. Bolečinski dražljaji se prevajajo po dveh tipih vlaken, tj. po vlaknih tipa Aδ in C. Nebolečinske dražljaje mehanoreceptorjev prevajajo vlakna tipa Aβ. Model predvideva, da se z istim vmesnim nevronom (internevronom) povezujeta npr. tako vlakna tipa C kot Aβ; vlakna tipa C bi internevron aktivirala, vlakna tipa Aβ pa bi prenos zavrla. Tako je aktivacija internevrona in s tem prenos bolečinskega dražljaja odvisna od relativne frekvence dražljajev obeh vlaken. Poleg tega naj bi obstajali dodatni zaviralni (inhibicijski) internevroni, ki se sicer prožijo spontano, vendar je njihova aktivnost zopet odvisna od prej opisanega mehanizma. Bistven nevrotransmitor je v tem primeru gama-aminomaslena kislina.
Bolečino naj bi še učinkoviteje uravnaval descendentni sistem za modulacijo bolečine, ki se do spinalnega trigeminalnega jedra spušča po različnih poteh iz senzorične možganske skorje, limbičnega sistema in možganskega debla. Najbolj raziskan del tega sistema je periakveduktalna sivina (PAS), tj. del sive možganovine, ki se nahaja okoli možganskega akvedukta v srednjih možganih oz. mezencefalonu. Descedentni sistem uravnava prenos bolečinskih dražljajev, pri čemer jih lahko zavira ali celo spodbuja, kar pomeni, da lahko sistem aktivira bolečinske nevrone kljub odsotnosti dražljajev iz obkrajnih nociceptorjev. Glede na zapleteno sestavo sistemov, odgovornih za nadzor descendentne modulacije, je lahko glavobol tudi odraz psiholoških dejavnikov, kot so spremembe čustvovanja, strah in pričakovanje, ter vedenjskih vzorcev, kot sta akutni odgovor na stres ter ritem spanja in budnosti. Na modulacijo vpliva tudi ascendentni sistem, ki pa je bistveno manj raziskan.

## Primarni glavoboli

### Mehanizmi nastanka
Natančni mehanizmi primarnih glavobolov niso znani, kar pomeni, da razumevanje še vedno temelji na teoretičnih predpostavkah. Tako naj bi bila migrena, pa tudi ostali primarni glavoboli, posledica okvare v delovanju osrednjega živčevja in žilja, kolikšen delež prispeva en ali drugi sistem pa je predmet razprav. Pri nastanku migrenskega glavobola obstajata dve glavni hipotezi, centralna in periferna.
Centralna hipoteza v osnovi razlaga, da je glavna motnja v monoaminergičnem sistemu za nadzor zaznav oz. senzorike, ki se nahaja v možganskem deblu in talamusu. Pri tem naj bi pomembno vlogo igralo neravnovesje nevrotransmitorjev, predvsem dopamina in serotonina. Po začetnem vzdraženju v omenjenih strukturah naj bi se motnja razširila na žilje in povzročila krčenje ali širjenje žilja (tj. vazokonstrikcijo ali vazodilatacijo), kar bi posledično sprožilo bolečinske receptorje. Periferna hipoteza pa predvideva, da najprej pride do vazokonstrikcije žilja, npr. zaradi močnih čustev ali stresa, kar verjetno sproži pomanjkanje preskrbe dela možganovine s krvjo (ishemijo). Obstaja več možnosti, kaj se zgodi po tem, od izčrpanja gladkomišičnih celic, ki ne morejo več vzdrževati normalne napetosti stene žil, do sproženja vnetnih procesov. V končni fazi žile utripajo in se raztegujejo prekomerno, kar vzdraži bolečinske receptorje, ali pa postanejo ti receptorji prekomerno vzdraženi zaradi vnetnih procesov, zaradi česar se odzovejo že na normalna nihanja znotrajlobanjskega tlaka in utripanja žil. Med ostalimi teorijami je treba omeniti še t. i. razširjajočo se kortikalno depresijo (angl. cortical spreading depression), ki opisuje širjenje vala depolarizacije nevronov po možganski skorji, kar bi lahko vodilo do vnetnih procesov in s tem do draženja bolečinskih receptorjev.
Tenzijski glavobol naj bi bil posledica primarne okvare sistema za modulacijo bolečine v osrednjem živčevju, v nasprotju z migreno, kjer okvara zajema širši vidik senzoričnega sistema. Pri glavobolu v rafalih je splošno sprejeta žilna teorija, po kateri naj bi pritisk žile (lahko pa tudi vnetnih procesov ali tumorske mase) dražil trivejni živec in s tem neposredno povzročal bolečino. Po drugi strani naj bi bila pomembna tudi okvara nevronov v zadajšnjem delu hipotalamusa.

### Dejavniki pri nastanku primarnih glavobolov
Ozadje migrene ni popolnoma razjasnjeno, vendar se domneva, da sodelujejo tako dedni kot okoljski dejavniki. Glede na to, da se migrena v dveh tretjinah primerov pojavlja znotraj družin, lahko govorimo o dedni nagnjenosti oz. predispoziciji. Za migreno je redkokdaj odgovorna mutacija oz. okvara samo enega gena. Od slednjih je znana družinska hemiplegična migrena, ki se deduje avtosomno dominantno. Raziskave na dvojčkih so pokazale, da ima dedni dejavnik okoli 34-51 % vpliva na nastanek migrene.
Sprožitelji migrenskega napada niso univerzalni, se pravi da določen sprožitelj učinkuje le na nekatere ljudi. Napad lahko sprožijo različni dejavniki, ki jih v grobem razdelimo na fiziološke, psihološke, prehrambne in okoljske. Pogosti fiziološki sprožitelji so stres, lakota, slaba higiena spanja (npr. pomanjkanje spanja ali predolgo spanje) in slabost, ki so pomembni tudi pri tenzijskem glavobolu. Pri ženskah se pogosteje pojavlja pred menstruacijo, prav tako lahko vplivajo tudi druge spremembe v ravnovesju hormonov, kot so nastop prve menstruacije (menarha), jemanje kontracepcijskih sredstev, nosečnost in menopavza. Z migreno so povezane mnoge duševne motnje, kot so depresija, anksioznost in bipolarna motnja. Od prehrambnih dejavnikov so pogosti sprožitelji čokolada, alkoholne pijače in kava. Pogosto se omenjata tudi tiramin in natrijev glutamat, vendar močnih dokazov za njuno vlogo pri nastanku migrene ni. Bolniki z migreno kot sprožitelje pogosto navajajo spremembe tlaka pri slabem vremenu, vroče vreme, močno sončno svetlobo, utripajoče luči in bleščanje, hrup, slabo prezračenost prostora in neprijetne vonjave, kot sta vonja po bencinu in parfumu.

### Klinična slika
Migrene so ponavljajoči se nenadni glavoboli, ki jih pogosto spremljajo slabost, bruhanje in subjektivna doživetja pred napadi, imenovana tudi avre. Te se najpogosteje kažejo kot senzorične motnje, kot so vidne motnje v obliki cikcakastih ali vijugastih črt, bleščanje in izpadi vidnega polja, lahko tudi prisluhi, občutki mravljinčenja ali pekoči občutki (parestezije). Redkeje se pojavljajo motorični simptomi, kot sta ohromelost polovice telesa oz. hemiplegija in napad krčev, ter motnje zavesti, omedlevica in vrtoglavica. Sam glavobol je srednje ali zelo močan, utripajoč, se običajno pojavi na eni strani glave in se lahko razširi na drugo stran ter traja od 4-72 ur. Bolniki so prekomerno občutljivi na svetlobo, zvok in vonjave (foto-, fono- in osmofobija), telesna aktivnost poslabša bolečino, kar onemogoča opravljanje vsakodnevnih aktivnosti. Mnogo bolnikov zato med napadom migrene počiva v temnem in tihem prostoru. Omeniti je treba, da se v nasprotju s splošnim prepričanjem avre pojavljajo samo pri 15-25 % vseh bolnikov z migreno.
Kot že ime nakazuje, se tenzijski glavobol kaže kot top, neutripajoč glavobol s stiskajočim občutkom okoli glave ali na vrhu temena. Bolečina je blaga do zmerna, nastaja postopoma skozi dan in lahko traja več dni. Tako delimo tenzijski glavobol na epizodični tip, ki traja manj kot 15 dni v mesecu, in kronični, ki traja dlje kot toliko. Pomembna ločnica med migreno in tenzijskim glavobolom je ta, da so pri slednjem spremljajoči simptomi in znaki značilno odsotni, tj. ni bruhanja, slabosti in avre, med telesno aktivnostjo se bolečina ne poslabša.
Glavobol v rafalih označuje napad zelo močne enostranske za- ali nadočesne bolečine, lahko tudi bolečine na temenu, ki traja od četrt ure do treh ur. Bolečina pri tem glavobolu naj bi bila ena od najhujših znanih bolečin, hujša od porodnih bolečin, napada ledvičnih kamnov in številnih zlomov. Bistvena lastnost glavobola v rafalih je periodičnost napadov. Napad se torej tipično pojavi od enkrat do dvakrat dnevno, od 8-10 tednov na leto. Lahko se pojavi vsak drugi dan ali pa dnevno pride celo do 8 napadov. Pri polovici bolnikov se napadi pojavijo med spanjem. Med napadom so bolniki nemirni, se nenehno sprehajajo po prostoru ter zibajo z glavo ali drgnejo z njo ob steno, nekateri postanejo agresivni. Ipsilateralno, tj. na isti strani kot bolečina, se pojavijo tudi znaki delovanja avtonomnega živčnega sistema, ki so lahko parasimpatični z rdečim in solznim očesom ter smrkanjem ali simpatični v obliki Hornerjevega sindroma, tj. z ozkimi zenicami (miozo), povešeno veko (ptozo), pomikom zrkla navznoter (enoftalmusom) in odsotnostjo znojenja (anhidrozo). V obdobjih med napadi, ki lahko trajajo več mesecev, so bolniki brez težav.
Glavobol v rafalih sicer spada med t. i. trigeminalne avtonomne cefalgije (TAC), širšo skupino motenj, ki se prav tako kažejo z močno zaočesno (retroorbitalno) bolečino in avtonomnimi znaki, vendar se razlikujejo po tem, da trajajo manj časa in se pojavljajo pogosteje. Paroksizmalna hemikranija traja od ene minute do tri četrt ure, na dan pa lahko pride tudi do 40 napadov. Motnja se pogosteje pojavlja pri ženskah. Napad pri sindromu SUNCT traja samo nekaj sekund, največ dve minuti, in se lahko v eni uri ponovi do 30-krat; motnja prevladuje pri moških. Sprožilni dejavnik je pogosto žvečenje ali pa uživanje določene vrste hrane, npr. citrusov.

## Sekundarni glavoboli
Kot že omenjeno, so sekundarni glavoboli posledica nekega bolezenskega stanja in so lahko edini simptom. Vzrok draženja bolečinskih receptorjev je lahko mehanski, kot je nateg ali razširitev znotraj- in zunajlobanjskih žil, ali kemični, najpogosteje vnetje ali krvavitev. Pri subakutnih in kroničnih glavobolih dolgotrajno draženje povzroči spremembo vzdražnosti nevronov višjega reda, udeleženih pri zaznavi ali modulaciji bolečine.
Med vzroki prevladujejo okužbe, od blago potekajočih okužb zgornjih dihal (npr. prehlad), preko vnetij obnosnih votlin oz. sinusitisov (predvsem zgornječeljustne in čelne votline) do nevarnih okužb možganskih ovojnic oz. meningitisov. Nenaden močan glavobol z otrplostjo vratu in vročino kaže na meningitis, vendar se ga lahko zamenja z migreno zaradi utripajoče narave ter pridružene slabosti, bruhanja in fotofobije. Podobno, vendar brez vročine, se lahko kaže tudi znotrajlobanjska krvavitev, predvsem subarahnoidna krvavitev; bolniki pogosto opisujejo, da je glavobol, doživet pri tej krvavitvi, »najhujši v njihovem življenju«. Približno tretjina vseh bolnikov z možganskim tumorjem navaja glavobol kot glavni simptom bolezni. Bolečina je navadno neznačilna, tj. topa, srednje jakosti, ki se lahko poslabša pri naporu ali spremembi položaja, lahko je povezana s slabostjo in bruhanjem. Zaradi glavobola ima desetina vseh bolnikov z možganskim tumorjem motnje spanja.
Z glavobolom se lahko kažejo še anatomske motnje žilja, povišan ali znižan znotrajlobanjski (intrakranialni) tlak, hipertenzija, povišana koncentracija ogljikovega dioksida oz. hiperkapnija, zastrupitev z ogljikovim monoksidom, zloraba alkohola, zdravil in drog, odtegnitveni (abstinenčni) sindrom, poškodbe glave/in ali vratu ipd. Pogost zunajlobanjski vzrok je napetost vratnih mišic in mišic na lasišču kot posledica slabe oz. prisilne drže ter močnih čustev. Zaočesno bolečino lahko povzročijo bolezni in poškodbe samega očesa, kot so glavkom, utrujenost ciliarne mišice zaradi neustrezne dioptrije očal oz. očesnih leč ter poškodbe mrežnice zaradi izpostavljenosti ultravijoličnim žarkom (npr. pri smučanju ali delu z varilnim aparatom). Pri starejših je pogost temporalni arteritis (vnetje senčnične arterije), ki se med ostalim kaže s hudim glavobolom.

## Diagnostika

### Sekundarni glavoboli
S kliničnega vidika je razdelitev glavobolov na primarne in sekundarne najbolj praktična, saj so slednji lahko simptom smrtno nevarnih bolezenskih stanj. Sumljivi so predvsem glavoboli, ki imajo kratko zgodovino v anamnezi, tj. ki so se začeli pojavljati pred kratkim oz. so nastali nenadoma in imajo pridružene simptome oz. znake okužbe, predvsem otrpel tilnik, vročino in izpuščaje na koži, ali pa žariščne (fokalne) nevrološke motnje. Te so lahko različne, od motenj vida v smislu izpadov vidnega polja, škiljenja oz. strabizma in dvojnega vida, preko sprememb vedenja in osebnosti ter kognitivnih motenj do delnih ali popolnih ohromitev udov ter nenormalne hoje. Pri otrocih je treba biti pozoren na motnje rasti in razvoja ter nenadne težave pri učenju. V primeru suma na sekundarni glavobol in s tem na ogrožajoče stanje v ozadju je treba opraviti slikovne preiskave glave. Slikovne preiskave zajemajo računalniško tomografijo (CT) ali magnetnoresonančno slikanje (MRI), po potrebi pa je treba odvzeti vzorce likvorja in krvi (npr. ob okužbi) ali opraviti rentgensko slikanje lobanje in vratne hrbtenice ob poškodbi.
Spodnja tabela podaja glavne opozorilne znake pri glavobolu in pomembnejšo diferencialno diagnozo nevarnih bolezenskih stanj.
| Opozorilni simptomi/znaki ali okoliščine                                                           | Diferencialna diagnoza                                                   |
| -------------------------------------------------------------------------------------------------- | ------------------------------------------------------------------------ |
| žariščni nevrološki znaki (z izjemo tipične avre)                                                  | tumor, možganska kap, prirojene nepravilnosti žilja                      |
| znaki sistemske okužbe                                                                             | meningitis, encefalitis, Lymska borelioza                                |
| nenaden, zelo močan glavobol                                                                       | krvavitve (predvsem subarahnoidna krvavitev), tumor, feokromocitom       |
| na novo nastal glavobol ob dejavnikih tveganja za pojav malignega tumorja ali okužbo z virusom HIV | zasevki, možganski ognojek, meningitis                                   |
| glavobol po 55 letu                                                                                | temporalni arteritis, tumor                                              |
| glavobol, ki pogosto zmoti spanec ali se pojavi takoj po zbujenju ter pri naporu ali kašlju        | tumor                                                                    |
| glavobol, ki se stopnjuje tako po pogostosti kot jakosti                                           | tumor, subduralni hematom, zloraba zdravil, zastrupitve (npr. s CO)      |
| edem papile vidnega živca (papiledem)                                                              | tumor, meningitis                                                        |
| glavobol po poškodbi                                                                               | subduralni hematom, epiduralni hematom, druge znotrajlobanjske krvavitve |

### Primarni glavoboli
Primarni glavoboli se pri večini bolnikov pojavijo med 20 in 40 letom starosti, čeprav se lahko pojavijo v katerikoli starosti. Splošna značilnost teh glavobolov so ponavljajoči se napadi, ki trajajo že dlje časa. Zaradi različnih pristopov pri zdravljenju je treba med seboj ločiti migreno, tenzijski glavobol in glavobol v rafalih. Bolniki v anamnezi navedejo že opisane simptome in znake omenjenih glavobolov. Pri migreni lahko zasledimo družinsko obremenjenost. Včasih na osnovi samega glavobola ni možno ločiti med migreno in tenzijskim glavobolom, vendar v splošnem velja, da tenzijski glavobol nima pridruženih simptomov in znakov, kot so slabost, bruhanje in senzorične motnje.
Seveda je treba izključiti morebitne opozorilne znake in s tem organski vzrok za glavobol. Tako se opravi celoten fizičen pregled bolnika, posebno pozornost je treba usmeriti na glavo, priporočljivo je narediti natančen nevrološki status. Po potrebi je treba opraviti še slikovne in laboratorijske preiskave.

## Zdravljenje

### Sekundarni glavoboli
Zdravljenje sekundarnih glavobolov je povečini odstranitev organskega vzroka, npr. zdravljenje bakterijske okužbe z antibiotiki ali kirurška odstranitev možganskega tumorja in hematoma. Poseben problem predstavlja kronični popoškodbeni glavobol, kjer se bolečina pojavlja dolgo čas po sami poškodbi oz. bolezni (npr. okužbi ali krvavitvi). Običajno se pojavi znotraj dveh tednov po dogodku in lahko traja od 3-5 let. Po tem času glavoboli običajno prenehajo. Predlagano je bilo, da imajo nekateri bolniki pridruženo okužbo z virusom Epstein-Barr. Dodaten zaplet lahko predstavlja odvzem likvorja z lumbalno punkcijo med boleznijo, zato je treba upoštevati tudi možnost trajno nizkega znotrajlobanjskega tlaka. Popoškodbeni glavobol se zdravi izkustveno oz. empirično. Zdravila, ki so se pri tem dobro izkazala, so triciklični antidepresivi, predvsem amitriptilin, ter gabapentin, valproat in fenelzin.

### Primarni glavoboli
Zdravljenje primarnih glavobolov mora temeljiti na natančni anamnezi, fizičnem pregledu in morebitnih dodatnih preiskavah. Pri določenem deležu bolnikov s primarnim glavobolom je smiselno najprej poskusiti z nefarmakološkimi ukrepi, tj. ukrepi brez zdravil. Kognitivno-vedenjska terapija je lahko učinkovita predvsem pri migreni, medtem ko je taka terapija sama zase premalo učinkovita pri kroničnih tenzijskih glavobolih, glavobolih v rafalih in glavobolih zaradi prekomerne rabe zdravil. Učinkovitost akupunkture pri zdravljenju in preprečevanju ni popolnoma dorečena. Številne raziskave so potrdile, da je kiropraktika lahko učinkovit način zdravljenja pri migrenah in glavobolih, ki so posledica poškodbe in ostalih motenj v vratu (cervikogeni glavoboli), medtem ko pri tenzijskih glavobolih nima učinka.
Napad tenzijskega glavobola zdravimo s preprostimi protibolečinski sredstvi oz. analgetiki, kot so aspirin, paracetamol in nesteroidna protivnetna zdravila (NSAID), npr. ibuprofen in naproksen. Pri zdravljenju kroničnega tenzijskega glavobola se je do sedaj nedvoumno izkazal samo amitriptilin, predvsem v kombinaciji z nefarmakološkimi ukrepi proti stresu. Glede uporabe ostalih tricikličnih antidepresivov, zaviralcev ponovnega privzema serotonina in benzodiazepinov so mnenja deljena.
Zdravljenje glavobola v rafalih delimo na zdravljenje napada (epizodično zdravljenje) ter preventivno zdravljenje. Mnogo bolnikov se zelo dobro odzove na inhalacijo visokih koncentracij kisika z velikim pretokom (100 % kisik s pretokom 10-12 L/min) za približno četrt ure, učinkovit je tudi sumatriptan v obliki podkožne injekcije ali nosnega pršila. Pri preventivi je zdravilo prvega izbora verapamil, lahko pa uporabimo kortikosteroide ali metisergid, vendar je treba biti pozoren na neželene stranske učinke.
Raziskave v Nemčiji in na Danskem so pokazale, da multidisciplinarni pristop (tj. sodelovanje več strok) učinkovito zmanjša stroške zdravljenja glavobolov in bolezensko breme družbe, kar velja predvsem za primarne glavobole, glavobole zaradi čezmernega jemanja zdravil ter ob pridruženih telesnih in duševnih bolezni. V posebnih centrih za glavobol je bolnik tako deležen obravnave različnih strokovnjakov, v prvi vrsti nevrologov, ki se ožje ukvarjajo z glavoboli, fizioterapevtov, psihologov in posebno izobraženih višjih medicinskih sester. Po potrebi se bolnik glede na samo ozadje glavobola lahko posvetuje še z drugimi specialisti, kot so nevrokirurg, ginekolog, psihiater ter specialist otorinolaringologije (ORL).

#### Migrena
Prvi korak pri zdravljenju migrene je obrazložitev bolezni bolniku. Pri migreni povečini obstaja podedovana nagnjenost, zato se je ne more popolnoma pozdraviti. Kljub temu se bolezen lahko popolnoma nadzira s spremembo življenjskega sloga in z zdravili. Poleg tega migrena ni življenjsko nevarna, vendar se lahko kvaliteta življenja močno poslabša ob nezadostnem sodelovanju bolnika pri zdravljenju.
Pri spremembi sloga je treba bolnika spodbuditi k temu, da poišče sprožitelje in se jim poskuša izogniti ali zmanjšati njihov vpliv. Učinek sprožiteljev se zaradi spremenljivosti vzdražnosti nevronov v okvarjenih bolečinskih poteh lahko od časa do časa spreminja. To praktično pomeni, da morajo bolniki trajno spremeniti življenjski slog v smislu zdrave prehrane, redne telesne vadbe, spalnih navad, izogibanja prevelikih količin kofeina in alkohola ter zmanjšanja stresa, kolikor trenutni položaj pri posamezniku seveda dovoljuje. Pri ženskah kajenje in jemanje kontracepcijskih učinkovin zvečata tveganje za možgansko kap.
Zdravljenje migrene z zdravili delimo tako kot pri glavobolu v rafalih na epizodično in preventivno. Pri epizodičnem so pogosto učinkoviti preprosti analgetiki v kombinaciji z antiemetiki, kot sta domperidon in metoklopramid, v hujših primerih pa lahko uporabimo triptane; ergotamin se danes redko uporablja zaradi hitre prekoračitve največjega dovoljenega odmerka in s tem nevarnih stranskih učinkov. Preventivno zdravljenje, katerega cilj je zmanjšanje frekvence napadov in njihove jakosti, najpogosteje uvedemo takrat, kadar se na mesec pojavi 5 napadov ali več. Pred uvedbo je treba jemanje analgetikov ukiniti, sicer je preventivno zdravljenje neučinkovito. Problem preventivnega zdravljenja so tudi visoki odmerki zdravil, ki pogosto povzročajo mnoge neželene stranske učinke. Za preventivno zdravljenje se najpogosteje uporabljajo beta blokatorji (npr. propranolol in timolol) ter amitriptilin, topiramat in valproat.

### Alternativno zdravljenje
Bistvo alternativnega zdravljenja je odkrivanje vzroka oz. osnovne bolezni in zdravljenje na naraven način. Tudi tukaj je med ostalim bistven zdrav življenjski slog, od zdrave prehrane, pitja zadostnih količin tekočine in sprostitvenih tehnik (npr. joga in meditacija). Koristna je akupresura določenih točk na čelu, zatilju in sencah ter na rokah in nogah. Od domačih zdravil lahko pomagajo listi navadnega lapuha, namočenih v kisu, poparki kopriv, melise, majarona in šentjanževke, pa tudi navadni repuh, poprova meta in sivka.

## Zgodovina glavobola
Zdravljenje glavobolov in nekaterih ostalih nevroloških ter duševnih motenj z odprtjem lobanje oz. trepanacijo sega vsaj 9.000 let v preteklost. V tistem času so ljudje verjeli, da te bolezni povzročajo demoni in zlobnih duhovi v glavi in jih je možno pozdraviti z izgonom povzročiteljev. Najstarejše znane zapise o glavobolu na glinenih tablicah iz območja Mezopotamije datirajo v obdobje 4.000 pr. n. št. ali prej. Med starejše omembe spadajo tudi zapisi na papirusih iz Starega Egipta okoli 1.500 let pr. n. št. ter 2. knjiga kraljev v Stari zavezi, okoli 700 let pr. n. št. Hipokrat, Celz in Plinij starejši so v svojih delih večkrat omenili glavobol. Celz je opisoval zdravljenje kratko in dolgo trajajočih glavobolov, kar verjetno predstavlja enega od prvih poskusov ločevanja različnih vrst glavobola. Hipokrat je prvi opisal vidne simptome migrene ter povezavo med glavobolom in naporom oz. spolnim odnosom.
Prva uradna razdelitev glavobolov se je pojavila v zapisih Arateja iz Kapadokije iz zgodnjega 2. stoletja n. št. Aratej je nenaden glavobol prehodne narave označeval kot cephalagia, dolgotrajne in ponavljajoče se glavobole pa kot cephalea; podtip slednjih glavobolov, ki so se pojavljali samo na eni strani glave, je imenoval heterocrania. Taka razdelitev je obveljala več stoletij, med ostalim je omenjena v srednjeveških arabskih zapisih, uporabljala sta jo npr. tudi Galen in Pavel iz Egine, s to razliko, da je Galen termin heterocrania zamenjal s hemicrania. Poleg tega je bil Galen verjetno eden od prvih, ki je predlagal, da bolečina izvira predvsem iz možganskih ovojnic, pokostnice in večjih žil. V srednjem veku so glavobole zdravili z obkladki, namočenimi v kis in opij.
V novem veku sta k razumevanju glavobolov prispevala predvsem Thomas Willis z razvojem žilne teorije in Edward Liveing s predlogom motnje v delovanju nevronov osrednjega živčevja. William Gowers je bil eden od prvih, ki so zdravljenje glavobola razdelili na preventivno in epizodično. Leta 1887 je Louis Hyacinthe Thomas razdelil migreno na dva tipa, in sicer na migreno z avro (fr. migraine ophthalmique) in migreno brez avre (fr. migraine vulgaire); osnovna razdelitev je v uporabi še dandanes. Skozi stoletja je bilo predlaganih mnogo načinov zdravljenja migrene, vendar je do odločilnega koraka prišlo šele po letu 1918, ko so iz rženega rožička izolirali ergotamin. Na njegovi osnovi so leta 1959 za zdravljenje migrene razvili metisergid, leta 1988 pa prvo zdravilo iz skupine triptanov, tj. sumatriptan. V prvi polovici 20. stoletja je k razumevanju mehanizmov nastanka glavobolov bistveno prispeval Harold Wolffe.